# Haikyu!!/Episodenliste
Diese Episodenliste enthält alle Episoden der japanischen Animeserie Haikyu!!, sortiert nach der japanischen Erstausstrahlung. Der Anime umfasst vier Staffeln mit insgesamt 85 Episoden sowie 5 OVAs.
Shōyō Hinata ist ein begeisterter Volleyballer, der davon träumt trotz seiner geringen Körpergröße einer der besten Spieler Japans zu werden, seit er damals den „kleinen Titan“ spielen gesehen hat. Zusammen mit seiner Schulmannschaft trainiert er dafür hart und sie treten gegen viele leistungsstarke Teams an.

## Episodenliste

### Staffel 1
| Nr. (ges.) | Nr. (St.) | Deutscher Titel                            | Originaltitel                                           | Erstausstrahlung Japan | Deutschsprachige Erstausstrahlung (D) |
| --- | --------- | ------------------------------------------ | ------------------------------------------------------- | ---------------------- | ------------------------------------- |
| 1 | 1         | Ende und Anfang                            | 終わりと始まり (Owari to Hajimari)                      | 6. Apr. 2014           | 13. Nov. 2018                         |
| Shōyō Hinata ist volleyballbegeistert, seit er den „kleinen Titan“ das erste Mal gesehen hat. Der „kleine Titan“ ist für Hinata ein Vorbild, da dieser trotz seiner geringen Größe ein überragender Volleyballer ist und problemlos mit den größeren Spielern mithalten kann. Um so gut zu werden wie er, schreibt er sich in den Volleyballclub seiner Mittelschule ein, der jedoch aufgrund einer zu geringen Nachfrage nicht zustande kommt, weshalb er mit der Mädchenmannschaft der Schule sowie seinen fußballbegeisterten Freunden trainiert. Er kann seine Freunde davon überzeugen, am Mittelstufen-Volleyballturnier teilzunehmen, jedoch müssen sie feststellen, dass sie aufgrund ihrer Körpergröße und ihrem Können den anderen Mannschaften überlegen sind. Besonders der Spieler Tobio Kageyama beweist sein Können und hat bereits den Ruf als „König des Spielfeldes“, welcher seinen Mitspielern auch mal gehörig seine Meinung sagt. Obwohl Hinata aufgrund seiner Körpergröße den anderen Spielern unterlegen ist, kann er durch seine Schnelligkeit und extreme Sprungkraft überraschende Angriffe starten, von denen auch Kageyama beeindruckt ist. Die Mannschaft von Kageyama gewinnt im zweiten Satz. Hinata und Kageyama sehen sich ab diesem Zeitpunkt als Rivalen. Nach dem Abschluss der Mittelschule schreibt sich Hinata auf der Karasuno-Oberschule ein, auf die auch der „kleine Titan“ ging, und besucht den Volleyballclub. Beim Betreten der Turnhalle muss er entsetzt feststellen, dass Kageyama nun auf die gleiche Schule geht wie er und die beiden ab sofort in einem Team spielen. |           |                                            |                                                         |                        |                                       |
| 2 | 2         | Der Volleyballclub der Karasuno-Oberschule | 烏野高校排球部 (Uno kōkō Haikyūbu)                      | 13. Apr. 2014          | 14. Nov. 2018                         |
| Kageyama und Hinata sehen sich weiterhin als Rivalen, obwohl sie nun derselben Mannschaft angehören. Aufgrund ihrer Streitereien werden sie vorerst vom Training ausgeschlossen, bis sie eingesehen haben, dass sie Teamkameraden sind. Um zu beweisen, dass ihnen der Beitritt in den Volleyballclub wichtiger ist als ihre Rivalität, wollen die beiden im Duo gegen die drei anderen Oberschüler antreten. Da sich noch zwei weitere neue Oberschüler für den Club eingeschrieben haben, sollen sie in Dreierteams am Samstagmorgen gegeneinander antreten. Tanaka, der im selben Team wie Hinata und Kageyama spielen soll, besorgt sich den Schlüssel für die Turnhalle, damit sie vor Unterrichtsbeginn noch zwei Stunden üben können. |           |                                            |                                                         |                        |                                       |
| 3 | 3         | Der stärkste Verbündete                    | 最強の味方 (Saikyō no mikata)                           | 20. Apr. 2014          | 15. Nov. 2018                         |
| Neben Kageyama, Hinata und Tanaka wohnt auch Sugawara dem inoffiziellen Training bei. Hinata beherrscht die Standardtechniken des Volleyball mangelhaft, weshalb Kageyama sich weigert, ihm zuzuspielen, da er ihm nicht zum Sieg verhelfen würde. Aufgrund des Verbotes, die Halle zu betreten, trainieren die beiden neben dem Sportplatz Ballannahmen. Dabei treffen sie eines Abends auf die beiden anderen neuen Erstklässler. Das harte Training hat sich ausgezahlt und Hinata kann jeden von Kageyamas Bällen annehmen. Kageyama erkennt Hinatas Können und spielt ihm das erste Mal einen Ball zu. |           |                                            |                                                         |                        |                                       |
| 4 | 4         | Die Aussicht vom Gipfel aus                | 頂の景色 (Itadaki no Keshiki)                           | 27. Apr. 2014          | 16. Nov. 2018                         |
| Das Spiel gegen die anderen beiden Erstklässler steht für Hinata und Kageyama an. Die beiden liegen zunächst hinten und Tsukishima zieht Kageyama mit dessen Spitznamen „König des Spielfeldes“ auf. Dabei wird erläutert, wie er zu diesem Spitznamen kam. Seine Mitspieler aus der Mittelschule gaben ihm diesen nicht aus Anerkennung, sondern weil sie ihn für einen Egoist hielten. Deshalb wagt sich Kageyama nicht, die für ihn berüchtigten Zuspiele auszuführen. Er erkennt, dass er mit Hinata, der aufgrund seiner Schnelligkeit und Reaktionsfähigkeit diese Bälle schlagen kann, eine Möglichkeit hat, das Spiel zu wenden und zu gewinnen. Kageyama passt sich dabei an Hinata an und schlägt diesem punktgenau den Ball in die Hand, sodass sie viele Punkte aufholen können. Hinata ist begeistert, dass Kageyama ihm so perfekt zuspielt und er selbst dadurch Punkte für sein Team machen kann. Er bewundert die „Aussicht vom Gipfel“ aus. |           |                                            |                                                         |                        |                                       |
| 5 | 5         | Nervöser Angsthase                         | 小心者の緊張 (Shōshinmono No Kinchō)                    | 4. Mai 2014            | 19. Nov. 2018                         |
| Das Team von Hinata gewinnt mit zwei Sätzen. Dabei wenden Hinata und Kageyama eine spezielle Technik, den „Aufsteiger“ an. Diesen trainieren sie nach ihrem gewonnenen Spiel, um ihn zu festigen. Die Managerin des Clubs Kiyoko holt einen Karton, in dem sich die neuen Trainingsjacken der Erstklässler befinden. Der Aufsichtslehrer Takeda eilt in die Sporthalle, um den Volleyballern mitzuteilen, dass er ein Trainingsspiel für sie arrangieren konnte. Sie treten am Dienstagnachmittag gegen die Aoba Johsai an, welcher viele von Kageyamas ehemaligen Mitspielern angehören. Auf der Busfahrt zum Trainingsspiel muss sich Hinata übergeben, da er sehr nervös vor diesem Spiel ist. |           |                                            |                                                         |                        |                                       |
| 6 | 6         | Ein interessantes Team                     | 面白いチーム (Omoshiroi Chīmu)                          | 11. Mai 2014           | 20. Nov. 2018                         |
| Aufgrund Hinatas Nervosität verliert Karasuno den ersten Satz. Im zweiten Satz kann Hinata seine Nervosität durch eine Motivationsrede von Tanaka unter Kontrolle bekommen. Durch seinen Aufsteiger und Position als Lockvogel kann Karasuno viele Punkte erzielen und gewinnt den zweiten Satz. Kageyama wundert sich darüber, dass keiner der Spieler von Aoba Johsai so schwierige Aufschläge wie er ausführen kann und vermutet, dass der Stammzuspieler von Karasuno noch nicht unter den Spielern der gegnerischen Mannschaft ist. In diesem Moment betritt Toru Oikawa die Sporthalle. |           |                                            |                                                         |                        |                                       |
| 7 | 7         | Gegen den Großen König                     | VS 大王様 (VS Dai Ō-sama)                               | 18. Mai 2014           | 21. Nov. 2018                         |
| Oikawa holt für seine Mannschaft viele Punkte, indem er äußerst schwierige Aufschläge macht, die Tsukishima nicht annehmen kann. Es stellt sich heraus, dass er der Mentor von Kageyama auf der Mittelschule war und diesem alle seiner Techniken beibrachte. Karasuno kann auch den letzten Satz für sich entscheiden. Doch das Team der Karasuno-Oberschule muss weiter hart trainieren, denn bald steht ein wichtiges Turnier an. Dafür versucht Takeda einen richtigen Trainer zu arrangieren. Als Hinata und Kageyama wieder in der Sporthalle ihrer Oberschule angekommen, versuchen sie weiter ihre Techniken zu perfektionieren. Dabei treffen sie das erste Mal auf Nishinoya, den Libero der Mannschaft. |           |                                            |                                                         |                        |                                       |
| 8 | 8         | Der, den man Ass nennt                     | “エース”と呼ばれる人 („Ēsu“ to Yoba reru Hito)          | 25. Mai 2014           | 22. Nov. 2018                         |
| Nishinoya ist begeistert von den beiden neuen Erstklässlern Hinata und Kageyama. Er weigert sich trotzdem wieder beizutreten, wenn das Ass der Mannschaft Asahi ebenfalls nicht wieder beitritt. Nach dem Training sucht Hinata Nishinoya, damit dieser ihm hilft, seine Techniken zu verbessern. Takeda sucht den Besitzer des Kaufladens Ukai auf und bittet ihn darum, sich die Volleyballmannschaft der Karasuno-Oberschule anzusehen, um deren Trainer zu werden. Ukai lehnt jedoch ab. Hinata und Kageyama suchen das Klassenzimmer von Asahi auf, um ihn davon zu überzeugen, wieder dem Volleyballteam beizutreten. Da Asahi jedoch noch immer davon traumatisiert ist, nicht gegen alle Blocker des gegnerischen Teams in dem Jahr zuvor anzukommen, lehnt er den erneuten Beitritt zunächst ab. Doch Hinatas Begeisterung bringt ihn zum Überlegen. |           |                                            |                                                         |                        |                                       |
| 9 | 9         | Ein Pass zum Ass                           | エースへのトス (Ēsu e no tosu)                          | 1. Juni 2014           | 23. Nov. 2018                         |
| Asahi begibt sich zur Sporthalle und beobachtet Kageyama und Hinata beim Üben. Takeda besucht den Kaufladen von Ukai, um ihm mitzuteilen, dass er ein Trainingsspiel mit Karasunos größtem Rivalen, der Nekoma-Oberschule, organisieren konnte. Das letzte Mal haben diese beiden Teams gegeneinander gespielt, als Ukai noch selbst Spieler in der Karasuno-Volleyballmannschaft war. Er will nun die Mannschaft der Karasuno-Oberschule unbedingt bis zum Spiel gegen Nekoma trainieren, damit sie sich nicht blamieren. Dafür ruft er ein paar seiner Kumpels aus dem benachbarten Volleyballclub an, gegen welche Karasuno noch am selben Nachmittag spielt. Asahi trainiert nun auch mit. Als Hinata und Kageyama ihren Aufsteiger durchführen, können Asahi und Ukai ihren Augen kaum trauen. Asahi begreift, dass man bei Volleyball als Team stark ist und schiebt seine bisherigen Zweifel beiseite. Er fordert Sugawara auf, ihm den Ball zuzuspielen, den er sogleich ins gegnerische Feld schmettern kann. |           |                                            |                                                         |                        |                                       |
| 10 | 10        | Bewunderung                                | 憧れ (Akogare)                                          | 8. Juni 2014           | 26. Juni 2018                         |
| Hinata ist begeistert von Asahi. Er will unbedingt zum Ass des Teams werden, Kageyama gibt ihm jedoch zu verstehen, dass es nicht auf die Position des Spielers ankommt, sondern darauf, wie gut er ist und von seinen Gegnern respektiert wird. Nach dem Spiel gegen das Team aus der Nachbarschaft stimmen Nishinoya und Asahi zu, dem Volleyballteam der Karasuno-Oberschule beizutreten. |           |                                            |                                                         |                        |                                       |
| 11 | 11        | Entschluss                                 | 決断 (Ketsudan)                                         | 15. Juni 2014          | 27. Nov. 2018                         |
| Der erste Tag des viertägigen Trainingscamps beginnt. Nachdem die Spieler in der Sporthalle Annahmen geübt haben, werden sie von Trainer Ukai nach draußen zum Lauftraining geschickt. Hinata legt einen Sprint hin und verläuft sich dabei. Er trifft auf einen anderen Volleyballspieler mit roter Trainingsjacke. Es stellt sich heraus, dass es sich dabei um Kenma, den Zuspieler der Nekoma-Oberschule handelt. Kenma sagt Hinata gegenüber, dass er eigentlich nicht aus Spaß Volleyball spielt, sondern weil er seine Freunde im Team unterstützen will. Die Karasuno-Oberschule wird bald gegen das Team der Nekoma-Oberschule antreten. |           |                                            |                                                         |                        |                                       |
| 12 | 12        | Wiedersehen von Katze und Krähe            | ネコとカラスの再会 (Nekotokarasu no Saikai)             | 22. Juni 2014          | 28. Nov. 2018                         |
| Es ist soweit: Die „Entscheidungsschlacht am Müllplatz“ zwischen Katze (Nekoma) und Krähe (Karasuno) beginnt. Hinata und Kageyama können zunächst durch ihren Aufsteiger punkten, jedoch analysiert Kenma genaustens das Spiel sowie seine Gegner und kann dadurch taktische Spielzüge zum Kontern vorschlagen. Kenma, der auch als das Gehirn seines Teams betrachtet wird, kann so seinem Team zum Gewinn des ersten Satzes verhelfen. Ukai bemerkt, dass sie nun keine Chance mehr haben, mit den Aufsteiger Punkte zu holen, da sich der gegnerische Abwehrspieler an Hinata angepasst hat. Er schlägt deshalb vor, dass Kageyama Hinata nicht mehr punktgenau zuspielt, damit dieser in der Luft mehr Bewegungsfreiheit hat. |           |                                            |                                                         |                        |                                       |
| 13 | 13        | Rivalen                                    | 好敵手 (Koutekishu)                                     | 29. Juni 2014          | 29. Nov. 2018                         |
| Karasuno gelingt es, einige Punkte zu machen und aufzuholen. Trotzdem sind sie Nekoma unterlegen, welche auch den zweiten Satz für sich entscheiden können, wenn auch nur knapp. Nach dem Spiel sprechen sich die Mitglieder der Mannschaften gegenseitig ihren Respekt aus. Ukai verspricht Nekomas Trainer, sie im nächsten Spiel zu schlagen. Als Hinata Kenma nach dem Spiel fragt, wie sich der heutige Sieg für ihn anfühlt, antwortet er, dass es normal für ihn sei. Hinata sagt ihm, dass sie beim nächsten Mal gewinnen werden und er dann eine andere Antwort erwartet, die nicht gleichgültig ist. Karasuno ist froh, dass Ukai sie weiterhin trainieren wird. Das nächste Training steht bereits an. |           |                                            |                                                         |                        |                                       |
| 14 | 14        | Starke Gegner                              | 強敵たち (Kyōteki-tachi)                                | 6. Juli 2014           | 30. Nov. 2018                         |
| Karasauno wird in ihrem ersten Spiel des Turniers gegen Tokonami antreten. Ukai bereitet sein Team auf die kommenden Gegner vor, indem er die Techniken seiner Spieler verbessert und sogar erweitert. Sugawara hat sich für eine bessere und schnellere Absprache mit seinen Mitspielern einige Handzeichen ausgedacht, welche Hinata eifrig studiert. Da Yamaguchi befürchtet, beim anstehenden Spiel nicht zum Einsatz zu kommen, bittet er einen ehemaligen Mitspieler Ukais darum, ihm den Sprungflatteraufschlag beizubringen. Um Karasuno vom Spielfeldrand zu unterstützen hat die Managerin Kiyoko ein Banner mit der Aufschrift „Fliegt!“ vorbereitet, was das Team emotional stimmt, da sich Kiyoko meist distanziert verhält. |           |                                            |                                                         |                        |                                       |
| 15 | 15        | Wiederaufstieg                             | 復活 (Fukkatsu)                                         | 13. Juli 2014          | 3. Dez. 2018                          |
| Das erste Spiel von Karasuno steht kurz bevor. Während sie zunächst von den meisten Gegnern aufgrund ihres Spitznamens „die Krähen, die nicht mehr fliegen können“ unterschätzt werden, können sie sogleich bei ihrem Auftaktspiel durch die einzigartigen Fähigkeiten der Spieler glänzen und ihre Gegner von ihrem Können überzeugen. |           |                                            |                                                         |                        |                                       |
| 16 | 16        | Gewinner und Verlierer                     | 勝者と敗者 (Shousha to Haisha)                          | 20. Juli 2014          | 4. Dez. 2018                          |
| Hinatas Team erzielt einen Sieg gegen Tokonami. Das Frauenteam der Karasuno-Oberschule verliert jedoch gegen eine überlegene Mannschaft, was besonders die Kapitänin frustriert und zu intensiverem Training anstachelt. Ikejiri, ein Spieler von Tokonami, sieht wie hart das Team seines Kumpels Sawamura für dieses Turnier trainiert hat und ist von deren Ehrgeiz stark beeindruckt. Das Volleyballteam tritt im nächsten Spiel des Turniers gegen Datekou an. |           |                                            |                                                         |                        |                                       |
| 17 | 17        | Eiserne Mauer                              | 鉄壁 (Teppeki)                                          | 27. Juli 2014          | 5. Dez. 2018                          |
| Obwohl Karasuno bereits zu Beginn des Spiels punktetechnisch vorne liegt, können sie die „Eiserne Mauer“ Datekous kaum überwinden. Sie beschließen deshalb, auf ihre Geheimwaffe zurückzugreifen: den Schnellangriff von Hinata und Kageyama. Damit erzielen sie rasch Punkte und hinterlassen bei ihrem Gegner einen bleibenden Eindruck. Auch Asahi kann sein Trauma von letztem Jahr überwinden, da er es diesmal schafft, gegen die eiserne Mauer anzukommen. |           |                                            |                                                         |                        |                                       |
| 18 | 18        | Rückendeckung                              | 背中の護り (Senaka no Mamori)                           | 3. Aug. 2014           | 6. Dez. 2018                          |
| Karasuno gelingt es, den ersten Satzball gegen Datekou zu gewinnen. Die Mannschaft setzt auch im zweiten Satzball ihr Vertrauen in Asumane, der den Satzball für sein Team entscheidet. Damit heißt Karasunos nächster Gegner Aoba Johsai. |           |                                            |                                                         |                        |                                       |
| 19 | 19        | Dirigent                                   | 指揮者 (Shikisha)                                       | 10. Aug. 2014          | 7. Dez. 2018                          |
| Nach einem ersten erfolgreichen Turniertag macht sich das Team der Karasuno wieder auf den Rückweg. In der Karasuno Oberschule angekommen erfahren sie, dass die Volleyballspiele im lokalen Fernsehen ausgestrahlt wurden. In der Hoffnung, sich im Fernsehen zu sehen, betrachten sie gespannt den Beitrag. Sie müssen jedoch feststellen, dass sich dieser fast ausschließlich um den Zuspieler ihres nächsten Gegners handelt, welcher als Mädchenschwarm bekannt ist. Noch in der Nacht zum zweiten Spieltag analysieren sowohl Trainer Ukai als auch der Gegenspieler Tōru Oikawa die Spiele ihrer Gegner. Am nächsten Spieltag ist es soweit und Karasuno tritt gegen Aoba Johsai an. Doch bereits in den ersten Minuten des Spiels beweist Aoba Johsai ihr Können, sodass Karasuno ein anstrengendes Spiel vor sich hat. |           |                                            |                                                         |                        |                                       |
| 20 | 20        | Oikawa Tooru ist kein Genie                | 及川徹は天才ではない (Oikawa Tooru wa Tensai de wa Nai) | 17. Aug. 2014          | 10. Dez. 2018                         |
| Bereits nach kurzer Zeit hat Oikawa die Geheimzeichen Hinatas durchschaut, weshalb es Aoba Johsai gelingt ihren Vorsprung deutlich auszubauen. Kageyama versucht aufzuholen, verlässt sich jedoch dabei nur auf sich selbst und nicht auf das ganze Team. Deshalb wird Kageyama als Zuspieler von Sugawara abgelöst. |           |                                            |                                                         |                        |                                       |
| 21 | 21        | Das wahre Können der Senpai                | 先輩の実力 (Senpai no Jitsuryoku)                       | 24. Aug. 2014          | 11. Dez. 2018                         |
| Obwohl die Mannschaft der Karasuno-Oberschule durch die neuen Geheimzeichen Sugawaras aufholen kann, verlieren sie den ersten Satz. Im zweiten Satz kann Sugawara sein Können beweisen und Karasuno kann viele Punkte holen. Nachdem Sugawara die einzelnen Teammitglieder durch sein Zuspiel bestärken konnte, wird Kageyama wieder für ihn eingewechselt. Da Kageyama Sugawara technisch überlegen ist, liegt es nun an ihm, das perfekte Zuspiel für Hinata zu liefern und so dem Sieg näher zu kommen. |           |                                            |                                                         |                        |                                       |
| 22 | 22        | Entwicklung                                | 進化 (Shinka)                                           | 31. Aug. 2014          | 12. Dez. 2018                         |
| Kageyama kann mittels seines Zuspiels, welches er an die jeweiligen Mitspieler anpasst, zum Sieg des Satzballs beitragen. In einer Rückblende erfährt man von der Zeit, als Oikawa zusammen mit Kageyama in einer Mannschaft gespielt hat. Dabei war Oikawa, weil Kageyama jünger und dennoch ihm technisch überlegen ist, eifersüchtig auf ihn. Dies brachte Oikawa dazu, noch härter zu trainieren, um Kageyamas Fähigkeiten überbieten zu können. |           |                                            |                                                         |                        |                                       |
| 23 | 23        | Ein Ball, der den Verlauf bestimmt         | 流れを変える一本 (Nagare o Kaeru Ippon)                 | 7. Sep. 2014           | 13. Dez. 2018                         |
| Zu Beginn des dritten Satzes ist Aoba Johsai Karasuno überlegen, welche es jedoch schaffen aufzuholen. Zum ersten Mal im Turnier darf Yamaguchi das Spielfeld betreten und seinen Sprungflatteraufschlag unter Beweis stellen. Dies gelingt ihm jedoch leider nicht, wodurch Aoba Johsai einen weiteren Punkt erhält. Als Aoba Johsai den entscheidenden Satzball hat, scheint es zunächst so, als ob Karasuno das Spiel verlieren wird. Allerdings kann Kageyama einhändig Hinata zuspielen, dem es gelingt, zu punkten und sein Team dadurch weiter im Spiel zu halten. |           |                                            |                                                         |                        |                                       |
| 24 | 24        | Der einsame König war einmal               | 脱・”孤独の王様” (Nugu "Kodoku no Ou-sama)              | 14. Sep. 2014          | 14. Dez. 2018                         |
| Beide Teams sind sich ebenbürtig und es gewinnt derjenige, der nun zwei Punkte Vorsprung hat. Trotz eines Kopf-an-Kopf-Rennens muss sich Karasuno schließlich geschlagen geben. Lehrer Takeda bemerkt die Enttäuschung seiner Mannschaft und muntert sie dazu auf, aufzustehen und weiterzumachen. Er sieht es als eine Art Prüfung, der sich Karasuno stellen musste. Nach der Niederlage gegen Aoba Johsai geht Trainer Ukai mit seiner Mannschaft essen, welches ihnen neue Kraft geben soll. |           |                                            |                                                         |                        |                                       |
| 25 | 25        | Der dritte Tag                             | 三日目 (Mikkame)                                        | 21. Sep. 2014          | 17. Dez. 2018                         |
| Die Enttäuschung über das verlorene Spiel sitzt bei den Spielern der Karasuno-Volleyballmannschaft immer noch tief. Eigentlich sollte dieses Turnier der Abschluss für die Drittklässler sein, allerdings entscheiden sie sich dafür, weiterhin in der Mannschaft zu bleiben. Deshalb soll Takeda ein Gespräch mit den Drittklässlern führen, um sie auf ihre Noten und die damit verbundene Aufnahme in die Universität aufmerksam zu machen. Alle Mitglieder der Mannschaft finden sich fast unabhängig voneinander in der Halle zusammen, um für das anstehende Frühlingsturnier zu trainieren. Auch Ukai kommt zu Halle und ist erfreut entgegen seines Erwartens seine gesamte Mannschaft vorzufinden. Er teilt ihnen mit, dass Aoba Johsai ihr Spiel gegen Shiratorizawa verloren hat und Karasuno beginnt mit dem Training für das Frühlingsturnier. |           |                                            |                                                         |                        |                                       |

### Staffel 2
| Nr. (ges.) | Nr. (St.) | Deutscher Titel                                  | Originaltitel                                             | Erstausstrahlung Japan | Deutschsprachige Erstveröffentlichung (D/A/CH) |
| ---------- | --------- | ------------------------------------------------ | --------------------------------------------------------- | ---------------------- | ---------------------------------------------- |
| 26         | 1         | Let’s go! Tokyo!                                 | レッツゴートーキョー！！ (Retsu Go Tokyo!!)               | 4. Okt. 2015           | 4. Apr. 2019                                   |
| 27         | 2         | Direkte Sonnenstrahlen                           | 直射日光 (Chokusha Nikko)                                 | 11. Okt. 2015          | 5. Apr. 2019                                   |
| 28         | 3         | Dorfbewohner B                                   | 村人B (Murabito B)                                        | 18. Okt. 2015          | 8. Apr. 2019                                   |
| 29         | 4         | Das Ass im Zentrum                               | センターエース (Senta Esu)                                | 25. Okt. 2015          | 9. Apr. 2019                                   |
| 30         | 5         | Gier                                             | 欲 (Yoku)                                                 | 1. Nov. 2015           | 10. Apr. 2019                                  |
| 31         | 6         | Tempo                                            | テンポ (Tenpo)                                            | 8. Nov. 2015           | 11. Apr. 2019                                  |
| 32         | 7         | Mondaufgang                                      | 月の出 (Tsukinode)                                        | 15. Nov. 2015          | 12. Apr. 2019                                  |
| 33         | 8         | Die Illusion eines Helden                        | 幻覚ヒーロー (Genkaku Hīrō)                               | 22. Nov. 2015          | 15. Apr. 2019                                  |
| 34         | 9         | Gegen den Schirm                                 | VS 傘 (VS Kasa)                                           | 29. Nov. 2015          | 16. Apr. 2019                                  |
| 35         | 10        | Zahnräder                                        | 歯車 (Haguruma)                                           | 5. Dez. 2015           | 17. Apr. 2019                                  |
| 36         | 11        | Oben                                             | 上 (Ue)                                                   | 12. Dez. 2015          | 18. Apr. 2019                                  |
| 37         | 12        | Das Match beginnt!!                              | 試合開始！！ (Shiai Kaishi)                               | 19. Dez. 2015          | 23. Apr. 2019                                  |
| 38         | 13        | Simple und einfache Kraft                        | シンプルで純粋な力 (Shinpuru de Junsuina Chikara)         | 26. Dez. 2015          | 24. Apr. 2019                                  |
| 39         | 14        | Wachsende Kinder                                 | 育ち盛り (Sodachi Zagari)                                 | 10. Jan. 2016          | 25. Apr. 2019                                  |
| 40         | 15        | Spielplatz                                       | アソビバ (Asobiba)                                        | 17. Jan. 2016          | 26. Apr. 2019                                  |
| 41         | 16        | Weiter geht’s                                    | 次へ (Tsugi he)                                           | 24. Jan. 2016          | 29. Apr. 2019                                  |
| 42         | 17        | Kampf der Feiglinge                              | 根性無しの戦い (Konjounashi no Tatakai)                   | 31. Jan. 2016          | 30. Apr. 2019                                  |
| 43         | 18        | Verlierer                                        | 敗北者達 (Haibokusha-tachi)                               | 7. Feb. 2016           | 1. Mai 2019                                    |
| 44         | 19        | Die eiserne Mauer errichten wir immer wieder neu | 鉄壁は何度でも築かれる (Teppeki wa Nando demo Kizukareru) | 14. Feb. 2016          | 2. Mai 2019                                    |
| 45         | 20        | Ausmerzen                                        | 払拭 (Fusshoku)                                           | 21. Feb. 2016          | 3. Mai 2019                                    |
| 46         | 21        | Der Kaputtmacher                                 | 壊し屋 (Kowashi-ya)                                       | 28. Feb. 2016          | 6. Mai 2019                                    |
| 47         | 22        | Kampf des ehemaligen Feiglings                   | 元臆病者の戦い (Moto okubyōmono no tatakai)               | 6. März 2016           | 7. Mai 2019                                    |
| 48         | 23        | Team                                             | チーム (Chīmu)                                            | 13. März 2016          | 8. Mai 2019                                    |
| 49         | 24        | Extremschalter                                   | 絶対リミットスイッチ (Zettai rimittosuitchi)              | 20. März 2016          | 9. Mai 2019                                    |
| 50         | 25        | Kriegserklärung                                  | 宣戦布告 (Sensen fukoku)                                  | 27. März 2016          | 10. Mai 2019                                   |

### Staffel 3
| Nr. (ges.) | Nr. (St.) | Deutscher Titel                           | Originaltitel                           | Erstausstrahlung Japan | Deutschsprachige Erstveröffentlichung (D/A/CH) |
| ---------- | --------- | ----------------------------------------- | --------------------------------------- | ---------------------- | ---------------------------------------------- |
| 51         | 1         | Die Begrüßung                             | ごあいさつ (Go Aisatsu)                 | 8. Okt. 2016           | 13. Mai 2019                                   |
| 52         | 2         | Bedrohung von links                       | “左”の脅威 (Hidari no Kyōi)             | 15. Okt. 2016          | 14. Mai 2019                                   |
| 53         | 3         | Guess-Monster                             | GUESS・MONSTER                          | 22. Okt. 2016          | 15. Mai 2019                                   |
| 54         | 4         | Vollmond                                  | 月の輪 (Tsuki no Wa)                    | 29. Okt. 2016          | 16. Mai 2019                                   |
| 55         | 5         | Allein gegen viele                        | 個ＶＳ数 (Ko vs. Kazu)                  | 5. Nov. 2016           | 17. Mai 2019                                   |
| 56         | 6         | Die chemische Veränderung einer Begegnung | 出会いの化学変化 (Deai no Kagaku Henka) | 12. Nov. 2016          | 20. Mai 2019                                   |
| 57         | 7         | Befangenheit                              | こだわり (Kodawari)                     | 19. Nov. 2016          | 21. Mai 2019                                   |
| 58         | 8         | Ein abscheulicher Kerl                    | 幻嫌な男 (Iya na Otoko)                 | 26. Nov. 2016          | 22. Mai 2019                                   |
| 59         | 9         | Volleyballnerds                           | バレー馬鹿たち (Barē Baka-tachi)        | 3. Dez. 2016           | 23. Mai 2019                                   |
| 60         | 10        | Kampf der Konzepte                        | コンセプトの戦い (Konseputo no Tatakai) | 10. Dez. 2016          | 24. Mai 2019                                   |

### Staffel 4
| Nr. (ges.) | Nr. (St.) | Deutscher Titel                  | Originaltitel                                 | Erstausstrahlung Japan | Deutschsprachige Erstveröffentlichung (D/A/CH) |
| ---------- | --------- | -------------------------------- | --------------------------------------------- | ---------------------- | ---------------------------------------------- |
| 61         | 1         | Vorstellungsrunde                | 自己紹介 (Jiko shōkai)                        | 11. Jan. 2020          | 21. Apr. 2023                                  |
| 62         | 2         | Orientierungslos                 | 迷子 (Maigo)                                  | 18. Jan. 2020          | 24. Apr. 2023                                  |
| 63         | 3         | Perspektive                      | 視点 (Shiten)                                 | 25. Jan. 2020          | 25. Apr. 2023                                  |
| 64         | 4         | „Entspannt“                      | “楽” (Raku)                                   | 1. Feb. 2020           | 26. Apr. 2023                                  |
| 65         | 5         | Hunger                           | 空腹 (Kūfuku)                                 | 8. Feb. 2020           | 27. Apr. 2023                                  |
| 66         | 6         | Ansporn                          | 昂揚 (Kōyō)                                   | 15. Feb. 2020          | 28. Apr. 2023                                  |
| 67         | 7         | Revanche                         | 返還 (Henkan)                                 | 22. Feb. 2020          | 2. Mai 2023                                    |
| 68         | 8         | Herausforderer                   | チャレンジャー (Charenjā)                     | 29. Feb. 2020          | 3. Mai 2023                                    |
| 69         | 9         | Jeder verbringt die Nacht anders | それぞれの夜 (Sorezore no yoru)               | 7. März 2020           | 4. Mai 2023                                    |
| 70         | 10        | Frontlinie                       | 戦線 (Sensen)                                 | 14. März 2020          | 5. Mai 2023                                    |
| 71         | 11        | Verbundene Chancen               | 繋がれるチャンス (Tsunagareru chansu)         | 21. März 2020          | 8. Mai 2023                                    |
| 72         | 12        | Lebhaftigkeit                    | 鮮烈 (Senretsu)                               | 28. März 2020          | 9. Mai 2023                                    |
| 73         | 13        | Der zweite Tag                   | 2日目 (Futsuka-me)                            | 4. Apr. 2020           | 10. Mai 2023                                   |
| 74         | 14        | Rhythmus                         | リズム (Rizumu)                               | 3. Okt. 2020           | 11. Mai 2023                                   |
| 75         | 15        | Erwischen                        | 見つける (Mitsukeru)                          | 10. Okt. 2020          | 12. Mai 2023                                   |
| 76         | 16        | Verlorene Liebe                  | 失恋 (Shitsuren)                              | 17. Okt. 2020          | 15. Mai 2023                                   |
| 77         | 17        | Katze vs. Affe                   | ネコＶＳサル (Neko VS saru)                   | 24. Okt. 2020          | 16. Mai 2023                                   |
| 78         | 18        | Falle                            | 罠 (Wana)                                     | 31. Okt. 2020          | 17. Mai 2023                                   |
| 79         | 19        | Der stärkste Herausforderer      | 最強の挑戦者 (Saikyō no chōsen-sha)           | 7. Nov. 2020           | 19. Mai 2023                                   |
| 80         | 20        | Der Kopf                         | 頭 (Kashira)                                  | 14. Nov. 2020          | 22. Mai 2023                                   |
| 81         | 21        | Held                             | ヒーロー (Hīrō)                               | 21. Nov. 2020          | 23. Mai 2023                                   |
| 82         | 22        | Haken                            | ハーケン (Hāken)                              | 28. Nov. 2020          | 24. Mai 2023                                   |
| 83         | 23        | Die Geburt des stillen Königs    | 静かなる王の誕生 (Shizukanaru ō no tanjō)     | 5. Dez. 2020           | 25. Mai 2023                                   |
| 84         | 24        | Bankett der Monster              | 絶対バケモンたちの宴 (Bakemon-tachi no utage) | 12. Dez. 2020          | 26. Mai 2023                                   |
| 85         | 25        | Ort des Schicksals               | 約束の地 (Yakusoku no Chi)                    | 19. Dez. 2020          | 30. Mai 2023                                   |

### OVAs
| Nr. (ges.) | Nr. (St.) | Deutscher Titel                                 | Originaltitel                                                            | Erstausstrahlung Japan | Deutschsprachige Erstausstrahlung (D) |
| ---------- | --------- | ----------------------------------------------- | ------------------------------------------------------------------------ | ---------------------- | ------------------------------------- |
| 1          | 1         | Lev ist hier!                                   | リエーフ見参！ (Riēfu Genkan!)                                           | 9. Nov. 2014           | 31. Mai 2023                          |
| 2          | 2         | Kampf gegen ungenügende Noten                   | VS”赤点” (VS „Akaten“)                                                   | 2. Mai 2016            | 1. Juni 2023                          |
| 3          | 3         | Sonderbeitrag: Die Jugend beim Frühlingsturnier | 特集！春高バレーに賭けた青春 (Tokushū! Haru-kō Volley ni Kaketa Seishun) | 4. Aug. 2017           | 2. Juni 2023                          |
| 4          | 4         | An Land vs. in der Luft                         | 陸VS空 (Riku VS kū)                                                      | 22. Jan. 2020          | 19. Apr. 2023                         |
| 5          | 5         | Der „Weg“ des Balls                             | ボールの”道” (Bōru no „michi“)                                           | 22. Jan. 2020          | 20. Apr. 2023                         |